# Kibakoganea patricia
Kibakoganea patricia är en skalbaggsart som beskrevs av Young 1999. Kibakoganea patricia ingår i släktet Kibakoganea och familjen Rutelidae. Inga underarter finns listade i Catalogue of Life.